# محطة فورت كالهون لتوليد الطاقة النووية
محطة فورت كالهون لتوليد الطاقة النووية هي محطة مغلقة للطاقة النووية تقع على مساحة 660 فدانًا (2.7 كيلومتر مربع) بين فورت تشاهون (كالهون) وبلير (نبراسكا) المجاورة لنهر ميزوري بين علامتي الأميال 645.6 و646.0. يمتلك المرفق حق ارتفاق على 580 فدانًا (2.3 كيلومتر مربع) يُحافظ عليها في حالة طبيعية. تعود ملكية محطة الطاقة إلى دائرة أوماها للطاقة العامة في أوماها بولاية نبراسكا. عند التشغيل، كانت المحطة تمثل 25 في المائة من قدرات التوليد الصافية ل أو بّي بّي دي.
أنتج مفاعل الماء المضغوط لشركة كومبسشين إينجينرينغ الوحيد في المحطة 484 ميجاوات من الكهرباء. كانت هذه أصغر قدرة مصنفة بين جميع مفاعلات الطاقة التجارية العاملة في أمريكا الشمالية، وكمحطة ذات وحدة مفردة، جعلها هذا أيضًا أصغر محطة طاقة نووية مصنفة. إن محطتي أو بّي بّي دي اللتان تعملان بالفحم في نبراسكا سيتي تنتجان 682 ميجاوات (افتتحت عام 2009) و649 ميجاوات (افتتحت عام 1979) وكلاهما أكبر بكثير.
تحوي فورت كالهون قضبان الوقود المستهلك في بركة للوقود المستهلك بعمق 40 قدمًا (12 مترًا) بجوار المفاعل، وعندما وصلت البركة إلى سعتها تقريبًا في عام 2006، بدأت أو بّي بّي دي في تخزين قضبان الوقود المستهلك فوق الأرض في برميل خشبي جاف للتخزين أيضًا. في المجموع، يحتوي مفاعل فورت كالهون على 600,000 إلى 800,000 رطل (270,000 إلى 360,000 كيلوغرام) من النفايات النووية عالية المستوى. لم يُصمم المخزن لإيواء الوقود المستهلك بصورة دائمة، ولكن عندما أُلغيت خطط مستودع جبل يوكا للنفايات النووية، أعلنت أو بّي بّي دي أنها «مستعدة لتخزين المواد بأمان في الموقع طالما كان ذلك ضروريًا».
خضعت المحطة للتجديد في عام 2006 وذلك باستبدال مولدات البخار والضاغط ورأس وعاء المفاعل والعنفات ذات الضغط المنخفض والمحولات الرئيسية. في عام 2003، جُددت رخصة تشغيل المحطة لمدة عشرين سنة إضافية. مع التجديد، مُدد ترخيص محطة فورت كالهون من 9 أغسطس 2013 إلى 9 أغسطس 2033.
أحاطت فيضانات نهر ميزوري 2011 المحطة بمياه الفيضانات. أُغلق المفاعل النووي وأُفرغ من الوقود في أبريل 2011 من أجل إعادة التزويد بالوقود المجدولة. تسبب حريق في انقطاع التيار الكهربائي في برك الوقود المستهلك ما أدى إلى بقائها 90 دقيقة دون تبريد والذي يصنف كـ «حدث أحمر»، الذي يدل على تهديد عالي المستوى لعمليات محطة فورت كالهون. اعتُبرت حادثة الفيضان والنيران الناتجة عنها ك «واحدة من أخطر حوادث السلامة في السنوات الأخيرة» وأسفرت عن إطفاء بارد لمدة ثلاث سنوات للمحطة.
في أغسطس 2012، وقعت أو بّي بّي دي على اتفاق مع شركاء إكسيلون النووية لإدارة المصنع على الرغم من احتفاظ أو بّي بّي دي بالملكية. في فبراير 2017، أنهت أو بّي بّي دي عقد الخدمة مع إكسيلون من خلال دفع رسوم قدرها 5 ملايين دولار، وستخضع أيضًا أو بّي بّي دي لرسوم «تكاليف الإنهاء».
أُغلق المصنع في 24 أكتوبر 2016.

## السكان المحيطون
تحدد اللجنة التنظيمية النووية (إن آر سي) منطقتين للتخطيط للطوارئ حول محطات الطاقة النووية: منطقة مسار التعرض العمودي يبلغ قطرها نحو 10 أميال (16 كم)، تتعلق بصورة أساسية بخطر التعرض واستنشاق التلوث الإشعاعي المحمول جواً، ومنطقة مسار الأغذية الملوثة نحو 50 ميلاً (80 كم)، تتعلق في المقام الأول بخطر ابتلاع الطعام والسائل الملوث بالنشاط الإشعاعي. في عام 2010، كان عدد السكان ضمن 10 أميال من فورت كالهون 20,639 نسمة، كان عدد السكان على بعد 50 ميلاً 953,410 نسمة. أقرب مدينة رئيسية هي أوماها، ويبلغ عدد سكانها 408,958، مركزها على بعد 18 ميلاً (29 كم) من المحطة.

## مخاطر الزلازل
كان تقدير اللجنة التنظيمية النووية لخطر حدوث زلزال شديد كل عام بما يكفي لإحداث تلف جوهري في المفاعل في فورت كالهون هو 1 بال 76,923، وفقًا لدراسة أجرتها اللجنة التنظيمية النووية في أغسطس 2010.

## مخاطر الفيضانات
أشار تقييم لخطر الفيضانات أجرته اللجنة التنظيمية النووية في عام 2010 إلى أن محطة فورت كالهون لتوليد الطاقة النووية «لم يكن لديها إجراءات كافية لحماية هيكل التسريب والمبنى الفرعي ضد أحداث الفيضانات الخارجية». وأشار التقييم أيضًا إلى أن المنشأة لم تكن مستعدة بصورة كافية لسيناريو «الحالة الأسوأ» من الفيضانات. اكتُشف عدد من النقاط المحتملة لاختراق مياه الفيضانات التي كان من الممكن أن تؤثر على إمدادات مياه التغذية الخام لنظام التبريد، وإمدادات المياه الاحتياطية وغرفة القواطع (الكهربائية) الرئيسية. وبحلول أوائل عام 2011، نُفذت التدابير التصحيحية. في عام 2009، أجرت إن آر سي تقييمًا لمخاطر الفيضانات ووجدت أن إجراءات الحماية صُممت فقط للتعامل مع الفيضانات حتى ارتفاع 1009 قدم (308 متر) فوق مستوى سطح البحر والذي كان أقل من ارتفاع الفيضان الملزم للمحطة التعامل معه من قبل إن آر سي والذي يبلغ 1,014 قدمًا (309 متر). وذكر تقييم المخاطر أنه عند ارتفاع 1010 قدم (310 متر)، كان من الممكن أن تؤدي الفيضانات إلى «أرجحية بنسبة 100 في المئة لتلف الوقود إذا لم تعمل مضخات البنزين في حالات الطوارئ».

## فيضان 2011 والإطفاء البارد
في 6 يونيو 2011، أعلنت دائرة أوماها للطاقة العامة، كما هو مطلوب بموجب إرشادات اللجنة التنظيمية النووية، إشعارًا بحدث غير عادي (الحدث الأدنى مستوى للطوارئ بين تصنيف الأحداث الأربعة الواجب الإبلاغ عنها في المحطات النووية) بسبب فيضان نهر ميزوري. كان نهر ميزوري فوق مرحلة الفيضان وكان من المتوقع أن يرتفع أكثر، وأن يبقى فوق مرحلة الفيضان من عدة أسابيع إلى شهر. قام المقاولون بنصب أكياس الرمل والسواتر الترابية لحماية المنشأة من الفيضانات. وفقًا للمسؤولين، بُنيت المحطة لتحمل الفيضانات لمدة 500 عام، وعلى الرغم من أنه بحلول 14 يونيو كان قسم كبير من المنشأة محاطًا بنهر ميزوري المتوسع، قال مسؤولو دائرة أوماها للطاقة العامة أنهم واثقون من وجود فصل كافٍ لضمان سلامة كافية. أُعلن في 17 يونيو 2011 أن المحطة كانت في وضع «إطفاء بارد آمن» للتزود بالوقود وبسبب توقع حدوث للفيضانات، وأنه جُلب وقود إضافي ليكفي لمدة أربعة أسابيع من أجل تشغيل المولدات احتياطية، في حالة الحاجة.
أشار فيلق المهندسين بالجيش إلى أنه مع هطول للأمطار متوسط، لن يتجاوز نهر ميزوري 1,008 قدم (307 متر) فوق مستوى سطح البحر، وذكر مسؤولو أو بّي بّي دي أن جهود الحماية من الفيضانات الحالية ستحمي المحطة حتى ارتفاع 1010-1012 قدم (307.8-308.5 م) فوق مستوى سطح البحر. وأشار المسؤولون إلى أن بركة الوقود المستهلك على ارتفاع 1,038.5 قدم (316.5 م) فوق مستوى سطح البحر.